# Socialistisk realisme
Socialistisk realisme var en vidt udbredt kunstretning i det tidligere Sovjetunionen og andre Warszawapagtlande. Inden for maleriet kendetegnes stilen typisk ved for eksempel glade børn, der kommer Stalin i møde, heltemodige piloter, moderne landbrugsmaskiner, velproportionerede atleter, brede smil, klapsalver. Og ikke mindst: overdreven brug af farven rød. Stilen er nem at forstå. Det var kunstnernes hensigt, at bringe magthaverne tæt på folket. Derfor skildrer de dagligdagssituationer, som almindelige mennesker kan identificere sig med. Det måtte ikke være abstrakt eller indeholde nogen indre kontekst. Blottet for enhver form for bekymring eller optræk til strid, men derimod med fokus på sammenhold, fremtidstro og glade miner beskriver malerierne i denne stil ikke verden som den var, men som den skulle have været. Lige efter Østblokkens opløsning og afslutningen på Den Kolde Krig i 1991 havnede socialistisk realisme i unåde. Men de seneste år er priserne på værkerne steget på de store auktionshuse.